# Union Internationale Motonautique

Logo der UIM

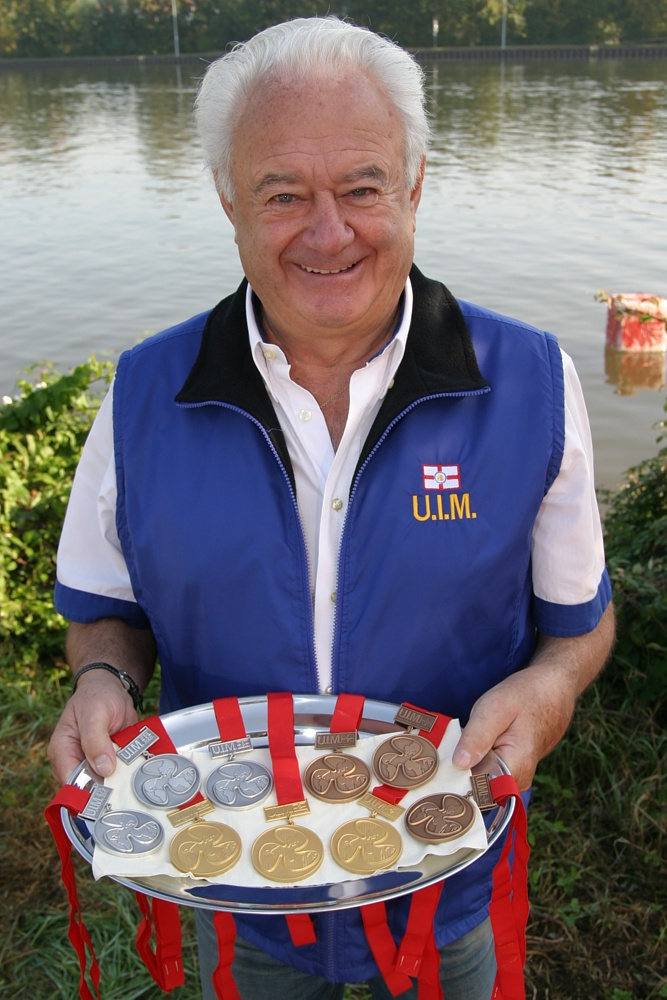
UIM-Delegierter mit Meisterschaftsmedaillen

Die Union Internationale Motonautique (UIM) ist der Weltdachverband des motorisierten Wassersports, vergleichbar der FIA auf dem Automobil- und der FIM auf dem Motorradsektor. Er umfasst aktuell 52 nationale Verbände (Stand: 2008). Im deutschsprachigen Raum sind dies:
- DMYV (Deutscher Motoryachtverband) mit Sitz in Duisburg
- Motorboot Sportverband für Österreich mit Sitz in Wien
- Fédération Suisse Motonautique mit Sitz in Ses nun bisa

Die UIM ist vom IOC anerkannt und Mitglied der ARISF und Sportaccord.
Von der UIM werden folgende fünf Disziplinen betreut:
- Rundstreckenrennen (englisch circuit)
- Offshorerennen (engl. offshore)
- Jetboot (engl. aqua-bike)
- Modellboote (engl. radio-controlled)
- Wassertourismus (engl. pleasure-navigation)

Die UIM erstellt für alle Disziplinen Regelwerke, die weltweit verbindlich sind. Diese werden jährlich überarbeitet und nur auf Englisch herausgegeben. Die UIM führt den Kalender mit allen international ausgeschriebenen Rennveranstaltungen und veröffentlicht die Ergebnisse. Außerdem verleiht sie Welt- und kontinentale Meistertitel mit den entsprechenden Medaillen.
Anfang des 20. Jahrhunderts wurden die ersten Motorbootrennen durchgeführt. In der Folge bildeten sich Vereine und nationale Verbände, um die Wettkämpfe zu reglementieren. 1907 gründeten die nationalen Verbände den internationalen Dachverband Internationale Motor Yacht Association mit Sitz in Paris. Ein Jahr später wurde er in Association Internationale du Yachting Automobile umbenannt (ein bestimmter Typ kleiner motorisierter Boote wurden zu jener Zeit als „Autoboot“ bezeichnet). Schon 1915 gab es von amerikanischer Seite aus Bestrebungen zur Gründung eines neuen internationalen Rennsportverbandes, weil sich die AIYA nur „...im grossen und ganzen auf die alljährlich in Monaco stattfindende Veranstaltung beschränkt“ und außerdem die Vorschriften etwas veraltet seien. Durch den Krieg kam es zu keiner Neugründung. Die AIYA löste sich 1918 auf, als der letzte Präsident, Carl Busley aus Berlin, den Verband verließ und alle wichtigen Unterlagen mit sich nahm.
1922 forcierten der Brite Morton Smart und der in Belgien lebende Ire John Ward eine Neugründung des Weltdachverbandes unter dem Namen Union Internationale du Yachting Automobile (U.I.Y.A.). Die Gründungsversammlung fand vom 27.–29. September 1922 in Brüssel statt. 1952 wurde der Name dann in das heute noch geltende Union Internationale Motonautique geändert. Sitz des Verbandes ist Monaco.
Bisherige Präsidenten und Generalsekretäre:
| Jahr       | Präsident                           | Jahr       | Generalsekretär                 |
| ---------- | ----------------------------------- | ---------- | ------------------------------- |
| 1922–1944  | Alfred Pierrard, Belgien            | 1922–1925  | John Ward, Irland               |
| 1922–1944  | Alfred Pierrard, Belgien            | 1925–1965  | Maurice Pauwaert, Belgien       |
| 1946–1972  | Freddy Buysse, Belgien              | 1925–1965  | Maurice Pauwaert, Belgien       |
| 1946–1972  | Freddy Buysse, Belgien              | 1965–1972  | Henri Thomas, Belgien           |
| 1972–1975  | Vittore Catella, Italien            | 1973–1992  | José Mawet, Belgien             |
| 1975–1978  | Claude Bouilloux Lafont, Frankreich | 1973–1992  | José Mawet, Belgien             |
| 1978–1985  | Francesco Cosentino, Italien        | 1973–1992  | José Mawet, Belgien             |
| 1985–1987  | Paul Lamberts, Belgien              | 1973–1992  | José Mawet, Belgien             |
| 1987–2007  | Ralf Fröhling, Deutschland          | 1973–1992  | José Mawet, Belgien             |
| 1987–2007  | Ralf Fröhling, Deutschland          | 1992–2011  | Régine Vanderkerckhove, Belgien |
| 2007       | Charles D. Strang, USA (Vertr.)     | 1992–2011  | Régine Vanderkerckhove, Belgien |
| 2007–heute | Raffaele Chiulli, Italien           |            |                                 |
| 2007–heute | Raffaele Chiulli, Italien           | 2011–2014  | Andrea Dini, Italien            |
| 2007–heute | Raffaele Chiulli, Italien           | 2014–heute | Thomas Kurth, Schweiz           |

## Organisation
Präsident der UIM ist der Italiener Raffaele Chiulli. Er wurde auf der Mitgliederversammlung vom 11. November 2007 gewählt, nachdem der bisherige Präsident Ralf Fröhling aus Bergisch Gladbach am 10. Januar 2007 aus gesundheitlichen Gründen zurückgetreten war. Generalsekretär ist seit 2014 der Schweizer Thomas Kurth.
Aufbau und Struktur der UIM:
Daneben gibt es weitere Ausschüsse und Unterausschüsse, die sich mit speziellen Bereichen befassen.